# Luis Scola
Luis Alberto Scola Balvoa (* 30. dubna 1980, Buenos Aires, Argentina) je argentinský basketbalista, bývalý hráč NBA.
Od roku 1998 působil v týmu Saski Baskonia, s nímž získal v roce 2002 španělský titul. V roce 2004 byl členem mužstva olympijských vítězů. V National Basketball Association působí od roku 2007, na konci této sezóny byl vybrán do nejlepší nováčkovské pětky. Byl také zvolen do all-stars týmu na Mistrovství světa v basketbalu mužů 2010.
Prošel pěti týmy NBA. V posledním roce hrál za klub Brooklyn Nets, který s ním ukončil spolupráci v únoru 2017.

## Kariéra
- 1995–1998	Ferro Carril Oeste
- 1998–2007	Saski Baskonia
- 2007–2012	Houston Rockets
- 2012–2013	Phoenix Suns
- 2013–2015	Indiana Pacers
- 2015–2016	Toronto Raptors
- 2016–2017	Brooklyn Nets